# Karl Schneider (calciatore austriaco)
Karl Schneider (Vienna, 16 dicembre 1902 – ...) è stato un calciatore austriaco, di ruolo difensore.

## Carriera

### Club
Ha sempre giocato nel campionato austriaco.

### Nazionale
Ha collezionato 7 presenze con la Nazionale austriaca.